# Camarillo Brillo
Camarillo Brillo ist ein Lied von Frank Zappa, das zuerst auf seinem 1973 erschienenen Album Over-Nite Sensation veröffentlicht wurde. 
Der Titel des Liedes ist ein Wortspiel, das sich aus der falschen Betonung der Stadt Camarillo in Kalifornien und dem Markennamen Brillo (eine US-amerikanische Handelsmarke für Putzschwämme aus Stahlwolle) ergibt. Das Lied enthält auch darüber hinaus viele umgangssprachliche Ausdrücke und Kunstwörter. Beispiele dafür aus dem Liedtext sind das Wort „nekkid“ – eine phonetische Falschschreibung des englischsprachigen Adjektivs naked (nackt) – sowie die Wortkreation „unconcho“ (eigentlich unconscious, „bewusstlos“); hier ein durch Falschschreibung erzwungener Reim auf Poncho.

## Text
Thematisch ist das Lied eine Kritik des Mystizismus der Hippie-Kultur, die auch in anderen Liedern von Frank Zappa anklingt. Der Erzähler der Geschichte lernt eine Frau kennen, die einen Camarillo Brillo hat, hier vermutlich eine Art verfilzte Haartracht. Die Frau sieht sich selbst als „magische Mama“ (englisch: Magic Mama), die einen fiesen Tarot legen kann. Die Authentizität der Protagonistin des Liedes wird angezweifelt durch die Frage, ob es sich bei ihrem Poncho, den sie ablegt, um einen „echten Poncho“ aus Mexiko handele oder um einen bei dem Versandhaus Sears & Roebuck gekauften: “Is that a real poncho? … I mean/Is that a Mexican poncho or is that a Sears poncho? No foolin’.”
Textpassagen des Liedes verwendete Zappa auch in anderen Musikstücken. Die im Liedtext von Camarillo Brillo erwähnten Toads of the Short Forest (deutsch: „Kröten des Kurzen Waldes“) waren zuvor als Titel einer Komposition auf dem Zappa-Album Weasels Ripped My Flesh aus dem Jahr 1970 aufgetreten. Die Frage, ob es sich um einen „Sears-Poncho“ handele, wird auch im Lied Cosmik Debris auf Zappas 1974 erschienenen Album Apostrophe (’) verwendet.
Der Soziologe Ben Watson deutet das Lied als eine comichafte Darstellung von Sex mit einem Hippie, die aufzeichne, wie „gespenstisch“ die Alternativ-Kultur im Jahr 1973 geworden sei. Camarillo Brillo sei ein Lied der Unterwerfung unter die bedeutungslose Herrschaft der Sexualität, eine Auseinandersetzung mit den philosophischen Implikationen des Materialismus.

## Musik
Camarillo Brillo wird in E-Dur gespielt, der Refrain geht in D-Dur über. Zappa nutzt eine Reihe von Blechblasinstrumenten sowie eine große Auswahl von Perkussionstechniken. Das Lied endet in einem kurzen, auf dem Klavier gespielten Coda. 
Im Stück herrscht eine variierte Strophenform vor. Eine Strophe besteht aus vier Zeilen, die jeweils auf vier Takte verteilt werden, wobei zwei Zeilen bei gleich bleibender Melodie jeweils die Kadenz E – H – A – fis – cis bilden, die sechs Mal wiederholt wird. Der aus acht Zeilen bestehende Refrain wird harmonisch moduliert.
Im Jahr 1975 wurde das Lied Muffin Man in Zappas Live-Repertoire integriert und Camarillo Brillo wurde anschließend als Medley mitgespielt.

## Veröffentlichungen

### Singles
- Don’t Eat the Yellow Snow (02:07)/Camarillo Brillo (03:59) – Frank Zappa (1974)

### Alben
(in der Reihenfolge des Erscheinens)
- Over-Nite Sensation
- Unmitigated Audacity
- Bubble Cream Cheese
- An Evening in Detroit
- What’s New in Loreley?
- You Can’t Do That on Stage Anymore Vol. 6
- Philly ’76

### Tribute- und Coveralben
- Tributo a Zappa, Vol. 1, von Siniestro Total
- Bonnen: Watermelon En Regalia[6]

## Musiker der Erstveröffentlichung
- Frank Zappa (Gitarre, Gesang)
- Ralph Humphrey (Schlagzeug)
- Sal Marquez (Trompete, Gesang)
- Tom Fowler (Bass)
- Bruce Fowler (Posaune)
- George Duke (Keyboards, Synthesizer)
- Ruth Underwood (Marimba, Vibraphon, Percussion)
- Ian Underwood (Flöte, Klarinette, Alt-Saxophon, Tenor-Saxophon)
- Jean-Luc Ponty (Geige)